# NK Rašeljka Gornji Vinjani
Nogometni klub Rašeljka (NK Rašeljka, Rašeljka; Rašeljka Gornji Vinjani; Rašeljka Vinjani Gornji) je bio nogometni klub iz Gornjih Vinjana, grad Imotski, Splitsko-dalmatinska županija.

## O klubu
Klub je osnovan 1983. godine, a djelovao je do 1989. godine. Uglavnom se natjecao u Prvenstvu NSO Split, odnosno Splitskoj ligi. 
 igralište kluba, naziva "Rašeljka" je kasnije za treninge koristio "Imotski".

## Pregled po sezonama
| sezona    | rang lige | liga                | poz.     | klubova u ligi | ut       | pob      | ner      | por      | gol+     | gol-     | bod      | napomene | izvori   |
| Rašeljka  | Rašeljka  | Rašeljka            | Rašeljka | Rašeljka       | Rašeljka | Rašeljka | Rašeljka | Rašeljka | Rašeljka | Rašeljka | Rašeljka | Rašeljka | Rašeljka |
| --------- | --------- | ------------------- | -------- | -------------- | -------- | -------- | -------- | -------- | -------- | -------- | -------- | -------- | -------- |
| 1983./84. | VI.       | Prvenstvo NSO Split | 3.       | 11             | 20       | 13       | 3        | 4        | 43       | 23       | 29       |          |          |
| 1984./85. | V.        | Prvenstvo NSO Split | 2.       | 10             | 18       | 14       | 1        | 3        | 45       | 16       | 29       |          |          |
| 1985./86. | V.        | Prvenstvo NSO Split | 5.       | 11             | 20       | 11       | 1        | 8        | 44       | 35       | 20       |          |          |
| 1986./87. | V.        | Prvenstvo NSO Split | 5.       | 12             | 22       | 11       | 3        | 8        | 34       | 27       | 23       |          |          |
| 1987./88. | VI.       | Prvenstvo NSO Split | 3.       | 10             | 18       | 7        | 5        | 6        | 34       | 25       | 19       |          |          |
| 1988./89. | VI.       | Prvenstvo NSO Split | 5.       | 10             | 18       | 7        | 3 (2)    | 8        | 31       | 31       | 16       |          |          |
| 1989./90. | VI.       | Prvenstvo NSO Split | 3.       | 8              | 14       | 10       | 1 (1)    | 3        | 49       | 18       | 19 (-2)  |          |          |

## Poveznice
- Gornji Vinjani
- NK Imotski
- NK Vinjani

## Vanjske poveznice
- zagrebancija.com, Sramota je da Dinamo igra na frankenstajn stadionu, objavljeno 5. prosinca 2010.
- vecernji.hr, Imotsko vrelo: Asovi iz Gospina Doca, objavljeno 29. kolovoza 2013.